# 로더럼 아동 성착취 스캔들

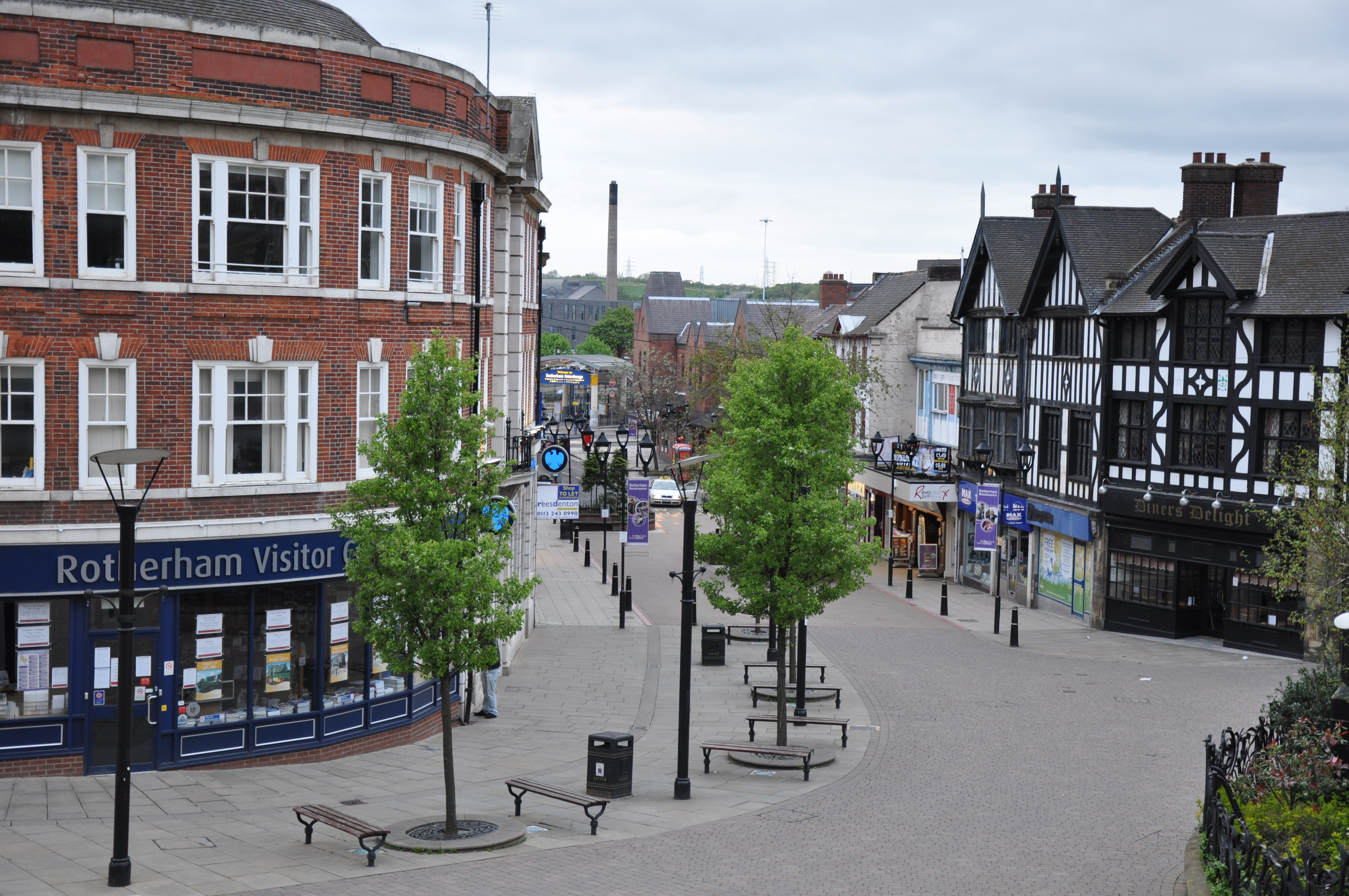
로더럼 타운 센터 (2010년 3월)

로더럼 아동 성착취 스캔들(Rotherham child sexual exploitation scandal)은 1980년대 후반부터 2013년까지 북잉글랜드 사우스요크셔주 로더럼(Rotherham)에서 발생한 조직적인 아동 성학대 사건과 해당 기간 동안 지역 당국이 보고된 학대에 대한 조치를 취하지 못한 사건으로 구성된다. 지역 공무원에 고용되어 2002년에서 2007년 사이에 발생한 아동 착취에 대해 경고한 연구원 Angie Heal은 이후 이 사건을 "영국 역사상 가장 큰 아동 보호 스캔들"이라고 묘사했으며, 한 보고서에서는 1,400명의 소녀가 "그루밍"으로 학대를 당했다고 추정했다. 학대의 증거는 1990년대 초반 요양원 관리자가 자신이 보호하고 있는 어린이들이 택시 운전사에 의해 태워진다는 보고를 조사하면서 처음으로 언급되었다. 적어도 2001년부터 여러 보고서가 한 가족 출신의 여러 명의 가해자 이름을 경찰과 로더럼 의회에 전달했다. 첫 번째 집단 유죄 판결은 2010년에 이루어졌다. 파키스탄계 영국인 남성 5명이 12~16세 소녀를 대상으로 한 성범죄로 유죄 판결을 받은 것이다. 2011년 1월부터 타임스의 앤드루 노포크(Andrew Norfolk)는 이 문제를 보도하면서 2012년에 마을에서 학대가 널리 퍼져 있으며 경찰과 시의회가 이에 대해 10년 넘게 알고 있었다고 보도했다.
타임즈 기사는 2012년 로치데일 아동 성 학대 조직의 재판과 함께 하원 내무위원회가 청문회를 실시하도록 촉발했다. 노포크의 이 기사와 추가 기사에 이어 로더럼 의회는 알렉시스 제이 교수가 이끄는 독립적인 조사를 의뢰했다. 2014년 8월 제이의 보고서는 1997년부터 2013년까지 로더럼에서 약 1,400명의 어린이가 성적으로 학대를 당했으며 주로 영국계 파키스탄 남성에 의해 이루어졌다고 결론지었다.
피해자들은 인종적으로 다양했다. 피해자가 백인이라는 주장에도 불구하고 로더럼의 영국계 아시아 소녀들도 고통을 받고 있다. 사회적 고립과 불명예에 대한 두려움으로 인해 아시아인 피해자들이 나서는 것을 막았다.
"2003년부터 2007년까지 어린이집에서 일했던 한 간병인은 BBC 남자들이 소녀들을 모으기 위해 거의 '매일 밤' 도착할 것이라고 말했다. 소녀들은 다양한 방법을 사용하여 탈출한 후 보통 택시로 쫓겨났다." 학대에는 집단 강간, 아이들에게 강간을 보도록 강요, 휘발유를 뿌리고 불을 지르겠다고 위협, 어머니와 여동생을 강간하겠다고 위협, 다른 마을로 인신매매하는 등이 포함되었다. 임신(12세에 1명), 낙태, 유산, 엄마가 키우는 아기, 아기를 떼어내는 일 등이 발생해 더 큰 트라우마를 안겼다.
학대를 해결하지 못한 이유는 인종, 계급, 종교, 성별을 둘러싼 여러 요인, 즉 가해자의 민족이 인종차별 혐의를 촉발할 것이라는 두려움 때문이었다. 대부분 노동계급 피해자에 대한 경멸적이고 성차별적인 태도, 아동 중심 초점, 마을의 명성을 보호하려는 욕구, 그리고 훈련과 자원이 부족하다.
로더럼 의회의 최고 경영자, 아동 서비스 담당 이사, 사우스 요크셔 경찰의 경찰 및 범죄 국장이 모두 사임했다. 독립경찰신고위원회(Independent Police Complaints Commission)와 국립범죄청(National Crime Agency) 모두 조사를 시작했으며, 후자는 8년 동안 지속될 것으로 예상된다. 정부는 루이스 케이시를 임명하여 로더럼 의회를 조사하도록 했다. 2015년 1월에 발표된 케이시 보고서는 의회가 정보를 은폐하고 내부 고발자를 침묵시키는 괴롭힘과 성차별적 문화를 가지고 있다고 결론지었다. "목적에 맞지 않는다"는 것이었다. 2015년 2월 정부는 의회에서 선출된 임원을 5명의 위원으로 구성된 팀으로 교체했다. 새로운 경찰 조사 결과, 2016년과 2017년에 1980년대 후반부터 이 마을에서 발생한 성범죄 혐의로 남성 19명과 여성 2명이 유죄 판결을 받았다. 주모자 중 한 명이 35년 동안 투옥되었다.